# ابن علية
أبو بشر إسماعيل بن إبراهيم بن مِقْسَم الأسدي اشتهر بابن عُلَيَّة وهي أمه. إمام وعلامة حافظ ثبت. أحد رواة الحديث النبوي.

## سيرته
ولد سنة موت الحسن البصري سنة 110 هـ. قال أبو أحمد الحاكم: أبو بشر إسماعيل بن إبراهيم بن سهم بن مقسم البصري مولى بني أسد بن خزيمة، وأمه علية مولاة لبني أسد سمع أبا بكر محمد بن المنكدر التيمي وأبا بكر أيوب بن أبي تميمة ويونس بن عبيد. قال الذهبي: وإسحاق بن سويد وعلي بن زيد وحميد الطويل وعطاء بن السائب وعبد الله بن أبي نجيح وسهيل بن أبي صالح وليث بن أبي سليم وعبد العزيز بن صهيب وأبا التياح الضبعي وسعيدا الجريري وحبيب بن الشهيد وابن جريج وحجاج بن أبي عثمان الصواف وحنظلة السدوسي وخالد الحذاء وروح بن القاسم وسليمان التيمي وعاصم بن سليمان وعوف بن أبي جميلة ومحمد بن الزبير الحنظلي وبرد بن سنان الدمشقي نزيل البصرة وداود بن أبي هند وعلي بن الحكم البناني ومنصور بن عبد الرحمن الأشل والوليد بن أبي هشام ويحيى بن عتيق ويحيى بن ميمون العطار ويحيى بن يزيد الهنائي وأبا ريحانة السعدي وخلق كثير.
روى عنه: ابن جريج، وشعبة وهما من شيوخه، وحماد بن زيد، وعبد الرحمن بن مهدي، وعلي بن المديني، وأحمد بن حنبل، وأبو خيثمة، ويحيى بن معين، وأبو حفص الفلاس، وعمرو بن رافع القزويني، وأحمد بن منيع، وزياد بن أيوب، وعلي بن حجر، وأحمد بن حرب، ومحمد بن بشار، ويعقوب الدورقي، ونصر بن علي، والحسن بن عرفة، ومؤمل بن هشام، وعبيد الله بن معاذ، وخليفة بن خياط، ومحمد بن المثنى، والحسن بن محمد الزعفراني وخلق كثير. كان فقيها إماما مفتيا، من أئمة الحديث، وكان يقول: «من قال: ابن علية؛ فقد اغتابني».

## ثناء العلماء عليه
- قال غندر: «نشأت في الحديث يوم نشأت، وليس أحد يقدم في الحديث على ابن علية».
- قال أبو داود: «ما أحد من المحدثين إلا وقد أخطأ إلا إسماعيل ابن علية ، وبشر بن المفضل».
- قال يحيى بن معين : «كان ابن علية ثقة تقيا ورعا».
- قال يونس بن بكير : «سمعت شعبة يقول : إسماعيل ابن علية سيد المحدثين».
- قال عمرو بن زرارة النيسابوري: «صحبت ابن علية أربع عشرة سنة ، فما رأيته تبسم فيها».
- قال الذهبي: «ما في هذا مدح ولكنه مؤذن بخشية وحزن».
- قال عفان بن مسلم: «حدثنا خالد بن الحارث قال : كنا نشبه ابن علية بيونس بن عبيد».
- قال إبراهيم بن عبد الله الهروي: «سمعت يزيد بن هارون يقول : دخلت البصرة ، وما بها خلق يفضل على ابن علية في الحديث».
- قال زياد بن أيوب: «ما رأيت لإسماعيل ابن علية كتابا قط، وكان  يقال : ابن علية بعد الحروف».
- قال حماد بن سلمة: «ما كنا نشبه شمائل إسماعيل ابن علية إلا بشمائل يونس حتى دخل فيما دخل فيه».
- قال الفضل بن زياد: «سألت أحمد بن حنبل عن وهيب وابن علية أيهما أحب إليك إذا اختلفا، فقال: وهيب، ومازال إسماعيل وضيعا من الكلام الذي تكلم فيه إلى أن مات، قلت: أليس قد رجع وتاب على رءوس الناس، قال بلى، ولكن مازال لأهل الحديث بعد كلامه ذلك مبغضا، وكان لا ينصف في الحديث، كان يحدث بالشفاعات، وكان معنا رجل من الأنصار يختلف إلى الشيوخ، فأدخلني عليه، فلما رآني غضب، وقال من أدخل هذا علي».

## وفاته
توفي سنه 193 هـ في بغداد.